# Assedio di Valencia (1812)
L'assedio di Valencia si svolse tra il 26 dicembre 1811 e il 9 gennaio 1812 nell'ambito dei più vasti eventi della guerra d'indipendenza spagnola.
Un'armata di truppe del Primo impero francese, comandata dal maresciallo Louis Gabriel Suchet, mosse alla volta della grande città spagnola di Valencia, difesa dalle forze del generale Joaquín Blake; Blake aveva schierato le sue forze in una solida linea difensiva lungo il fiume Turia, ma fu aggirato dai francesi sul suo fianco sinistro e dovette rifugiarsi con gran parte della sua armata dentro Valencia.
La città era dotata solo di vecchie fortificazioni ormai obsolete, e non fu in grado di resistere più di tanto al bombardamento dell'artiglieria francese; dopo il fallimento di una sortita generale, Blake dovette accettare la capitolazione il 9 gennaio 1812.

## Antefatti
Il generale Louis Gabriel Suchet ricevette il grado di maresciallo dell'impero l'8 luglio 1811 come ricompensa per il suo successo riportato nell'assedio di Tarragona: l'importante porto di Tarragona, lungo la costa meridionale della Catalogna, era caduto in mano ai francesi il 29 giugno dopo un assedio di due mesi, nonostante l'appoggio dato alla guarnigione spagnola da parte di uno squadrone di navi della Royal Navy. Suchet condusse spietatamente l'assalto alla città e di conseguenza i francesi subirono 4 300 tra morti e feriti nel corso dell'operazione, ma gli spagnoli subirono di converso più del triplo delle perdite del nemico; con la capitolazione della città andò perduta la gran parte dell'Armata spagnola di Catalogna, lasciando ai minimi termini il resto delle forze iberiche nella regione.
Napoleone Bonaparte ordinò quindi al suo nuovo maresciallo di marciare verso sud da Tarragona per catturare la grande città di Valencia. Nel corso degli ultimi mesi del 1811, quindi, Suchet occupò Monserrat, sconfisse gli spagnoli vicino Benaguasil e conquistò il porto di Oropesa del Mar; il 15 settembre un'armata di 25 000 francesi invase la regione di Valencia e il 26 ottobre inflisse una pesante sconfitta all'Armata di Catalogna del generale Joaquín Blake nella battaglia di Saguntum. Rinforzato dall'arrivo di altre due divisioni, Suchet continuò quindi l'avanzata.

## Forze in campo

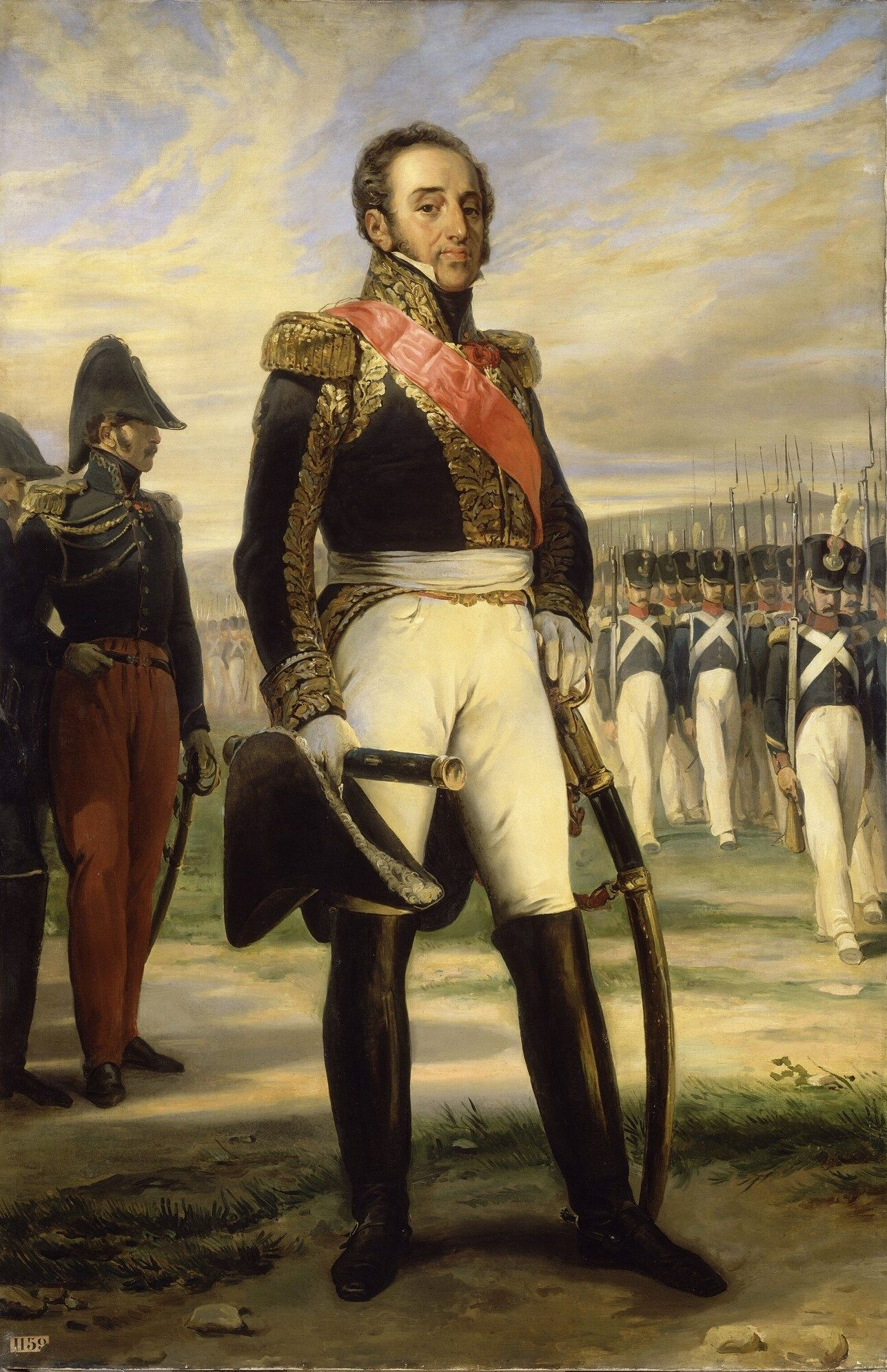
Suchet nelle vesti di maresciallo dell'Impero in un quadro di Jean-Baptiste Paulin Guérin

Al momento dell'assedio le forze di Suchet ammontavano a 20 505 uomini, suddivisi in cinque divisioni sotto il comando dei generali Louis François Félix Musnier, Jean Isidore Harispe, Pierre-Joseph Habert, Giuseppe Federico Palombini e Claude Antoine Compère, più una brigata di cavalleria sotto il generale André Joseph Boussart e unità di artiglieria. Le divisioni di Musnier, Harispe ed Habert erano interamente francesi (salvo per due battaglioni della Legione della Vistola polacca presenti nella divisione di Harispe), mentre Palombini comandava un contingente di italiani del Regno d'Italia e Compère uno più debole di truppe del Regno di Napoli; la cavalleria di Boussart schierava unità sia francesi che italiane e napoletane.
Altri autori indicano in 30 000 le truppe a disposizione di Suchet, includendo nel computo anche la divisione del generale Honoré Charles Reille, oppure 33 000 uomini conteggiando sia la divisione di Reille che quella italiana del generale Filippo Severoli.
Per difendere Valencia Blake aveva a disposizione circa 28 000 soldati spagnoli, organizzati in tre gruppi: il "Corpo di spedizione" con le divisioni dei generali Miguel Lardizabal y Uribe e José Pascual de Zayas y Chacón e unità di cavalleria e artiglieria per un totale di 6 041 uomini; la 2ª Armata con le divisioni dei generali Miranda, José Obispo, Villacampa e Velasco per un totale di 16 468 uomini; e la 3ª Armata con le brigate dei generali Creagh e Montijo per un totale di 5 535 uomini.

## L'assedio
Blake schierò la sua armata con fronte rivolto verso nord, con la sua ala destra ancorata alla costa del mar Mediterraneo, il suo centro attestato tra Valencia e Mislata, e la sua ala sinistra prolungata fino a Manises. Le divisioni di Obispo e Villacampa, che si erano comportate malamente nello scontro di Saguntum, tenevano il fianco sinistro; procedendo verso destra venivano la brigata di Creagh e le divisioni di ottima qualità dei generali Lardizabal e Zayas. La divisione di Miranda teneva la stessa Valencia, con alcuni reparti irregolari a coprire il varco tra la città e la costa; la cavalleria dell'armata di Blake era schierata tra Aldaia e Torrent, dietro il suo fianco sinistro. Se la linea spagnola era protetta da fortificazioni, canali e fossati fino a Manises, oltre quella località il fianco sinistro poggiava completamente nell'aria.

Lo schieramento delle opposte forze nel settore di Valencia al 26 dicembre 1811; le unità spagnole sono in rosso, quelle francesi in blu

Suchet capì ben presto che il fianco sinistro di Blake era il punto debole dello schieramento spagnolo, e si mosse per accerchiarlo. Il maresciallo diresse le divisioni di Harispe, Musnier, Reille e Boussart in un'ampia manovra di aggiramento del fianco sinistro nemico, mentre la divisione di Habert muoveva lungo la costa, quella di Palombini attaccava Mislata e Compère teneva d'occhio il resto della linea spagnola. Nella notte del 25 dicembre, quindi, Suchet guidò le colonne di testa attraverso il fiume Turia a Riba-roja de Túria.
Inizialmente, l'avanzata di Habert lungo la costa sul suo fianco destro spinse Blake a pensare che quello fosse il principale attacco dei francesi; anche l'attacco di Palombini a Mislata contribuì a distrarre l'attenzione del comandante in capo spagnolo: nonostante vari assalti, gli italiani non riuscirono a conquistare la posizione e dovettero ripiegare dopo aver subito pesanti perdite. La colonna principale di Suchet aggirò il fianco nemico e raggiunse le retrovie dell'ala sinistra di Blake quasi senza incontrare opposizione. Il 26 dicembre, mentre la divisione di Harispe si avvicinava al villaggio di Aldaia, la cavalleria della riserva spagnola si fece avanti; ne seguì un duro scontro con la brigata di cavalleria di Boussart, al termine della quale le truppe montate spagnole furono battute e messe in rotta fuggendo oltre il fiume Júcar, privando di fatto Blake del supporto di cavalleria.
Il generale Nicolás de Mahy, al comando dell'ala sinistra spagnola, si rese quindi conto di essere stato quasi completamente circondato, e ordinò un'immediata ritirata delle sue truppe: le divisioni di Obispo e Villacampa e la brigata di Creagh riuscirono a fuggire verso sud, mentre Blake ordinò alle truppe di Lardizabal e Zayas di ritirarsi verso ovest fin dentro Valencia. Le unità veterane dell'armata di Blake riuscirono a sganciarsi con successo dagli inseguitori, ma finirono con il rimanere intrappolate dentro Valencia; Suchet circondò rapidamente la città stringendola d'assedio.

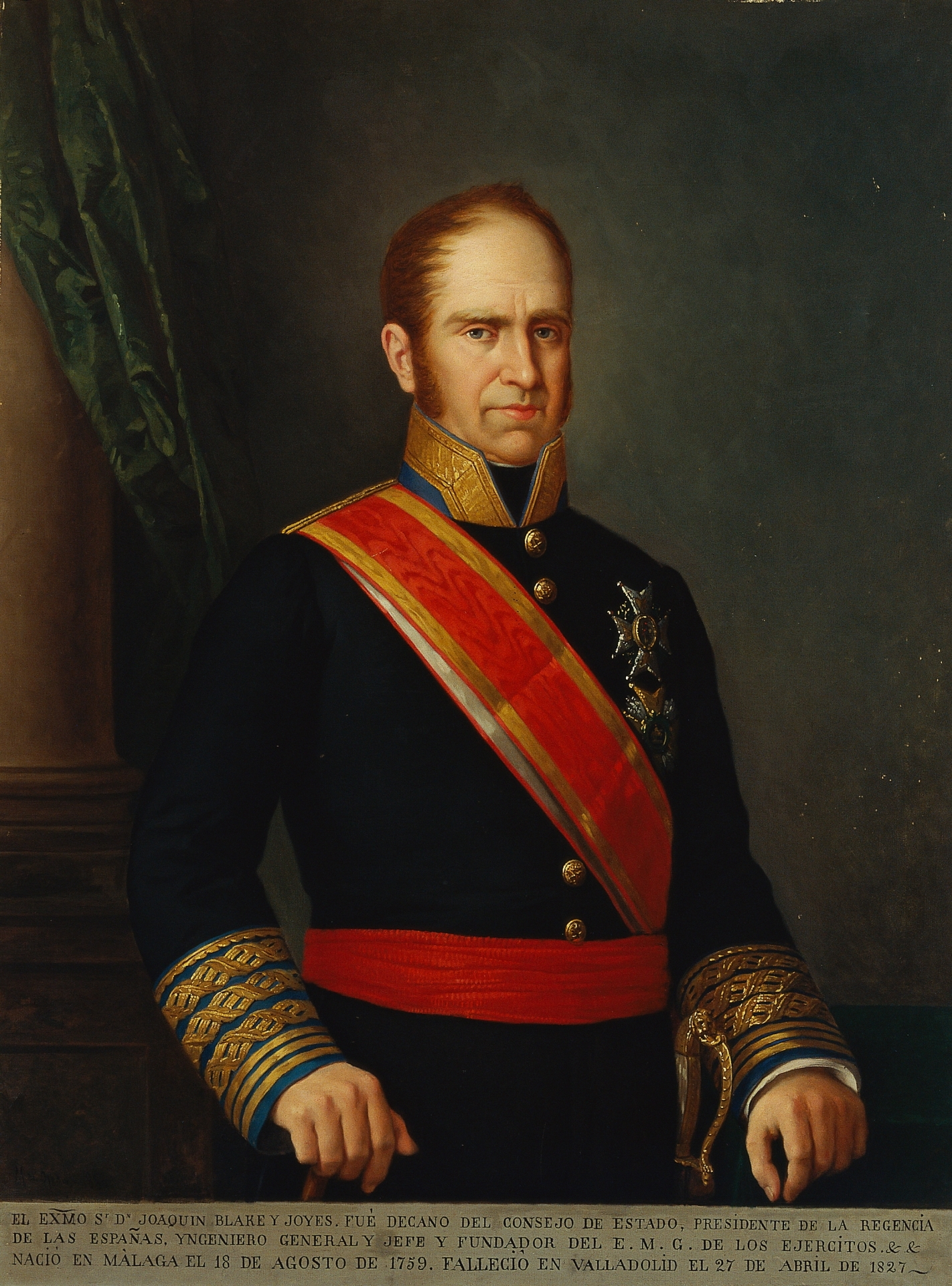
Ritratto del generale Blake opera di Manuel Ojeda y Siles

Valencia non era in grado di sostenere un assedio moderno. Con una popolazione di 100 000 abitati, più i 17 000 soldati dell'armata di Blake, la città disponeva di scorte di cibo bastevoli per appena dieci giorni; le difese della piazza si basavano principalmente sulle vecchie mura cittadine risalenti al Medioevo e su un campo fortificato con terrapieni e fossati a sud del centro abitato, nessuno dei quali rappresentava una robusta difesa contro il fuoco dell'artiglieria francese. Blake stesso era largamente impopolare tra gli abitanti a seguito delle sue ripetute sconfitte contro i francesi, e il generale spagnolo non poteva escludere una rivolta popolare contro la sua autorità.
Ben conscio dell'impossibilità di tenere a lungo la città, Blake ordinò una sortita generale per la notte tra il 28 e il 29 dicembre: l'avanguardia spagnola, composta da 50 soldati della divisione di Lardizabal, riuscì a sfondare le linee nemiche a Mestalla e a fuggire verso ovest, ma il resto delle forze spagnole si attardò a costruire un ponte consentendo a Suchet di accorrere con i rinforzi; Blake ordinò quindi un ripiegamento generale delle sue forze dentro la città. Il 1º gennaio 1812 i francesi iniziarono a costruire le opere d'assedio, e il 4 gennaio seguente diedero il via al cannoneggiamento delle difese spagnole; Blake ordinò quindi l'evacuazione del campo fortificato a sud e concentrò tutte le sue forze dietro le mura cittadine. Il 5 gennaio i mortai francesi iniziarono a cannoneggiare il centro abitato, spingendo ben presto il consiglio cittadino a fare pressioni su Blake perché accettasse le offerte di resa avanzate da Suchet; alla fine, il generale spagnolo accettò la capitolazione e il 9 gennaio i francesi occuparono la città.

## Conseguenze
Al prezzo di circa 2 000 tra morti e feriti, Suchet ottenne la capitolazione della piazza, la cattura di 16 270 spagnoli nonché un bottino di guerra comprendente 374 cannoni e 21 bandiere; almeno altri 4 000 soldati spagnoli erano morti in battaglia o a causa delle malattie. Parte dell'armata di Blake riuscì a sfuggire alla cattura, ma tutte le sue unità migliori furono prese prigioniere; i francesi portarono il generale in prigionia a Parigi, dove rimase fino al 1814. Suchet impose un'indennità di guerra alla città capitolata pari a 53 milioni di franchi.
Catturata Valencia, Suchet continuò ad avanzare verso sud lungo la costa, occupando il porto di Dénia. Tuttavia, visto che Napoleone stava richiamando sempre più truppe dalla Spagna in vista dell'avvio della sua campagna di Russia, le operazioni nel sud della Penisola iberica conobbero un arresto a causa della scarsità di soldati francesi disponibili; lo stesso Suchet cadde seriamente ammalato e rimase fuori dall'azione per diverse settimane, consentendo ai resti delle forze spagnole di sfuggire alla cattura. Ad ogni modo, Napoleone ricompensò il suo maresciallo per il successo riportato a Valencia conferendogli il titolo di "Duca di Albufera", dal nome della laguna che sorge a sud della città.